# René Pezzati
René Pezzati va ser un ciclista uruguaià. Va guanyar una medalla de bronze al Campionat del Món en contrarellotge per equips de 1962.

## Palmarès
- 1962
  - Vencedor d'una etapa a la Volta a l'Uruguai
- 1964
  - Vencedor d'una etapa a la Volta a l'Uruguai
- 1967
  - Vencedor d'una etapa a la Volta a l'Uruguai